# Observatorio espacial

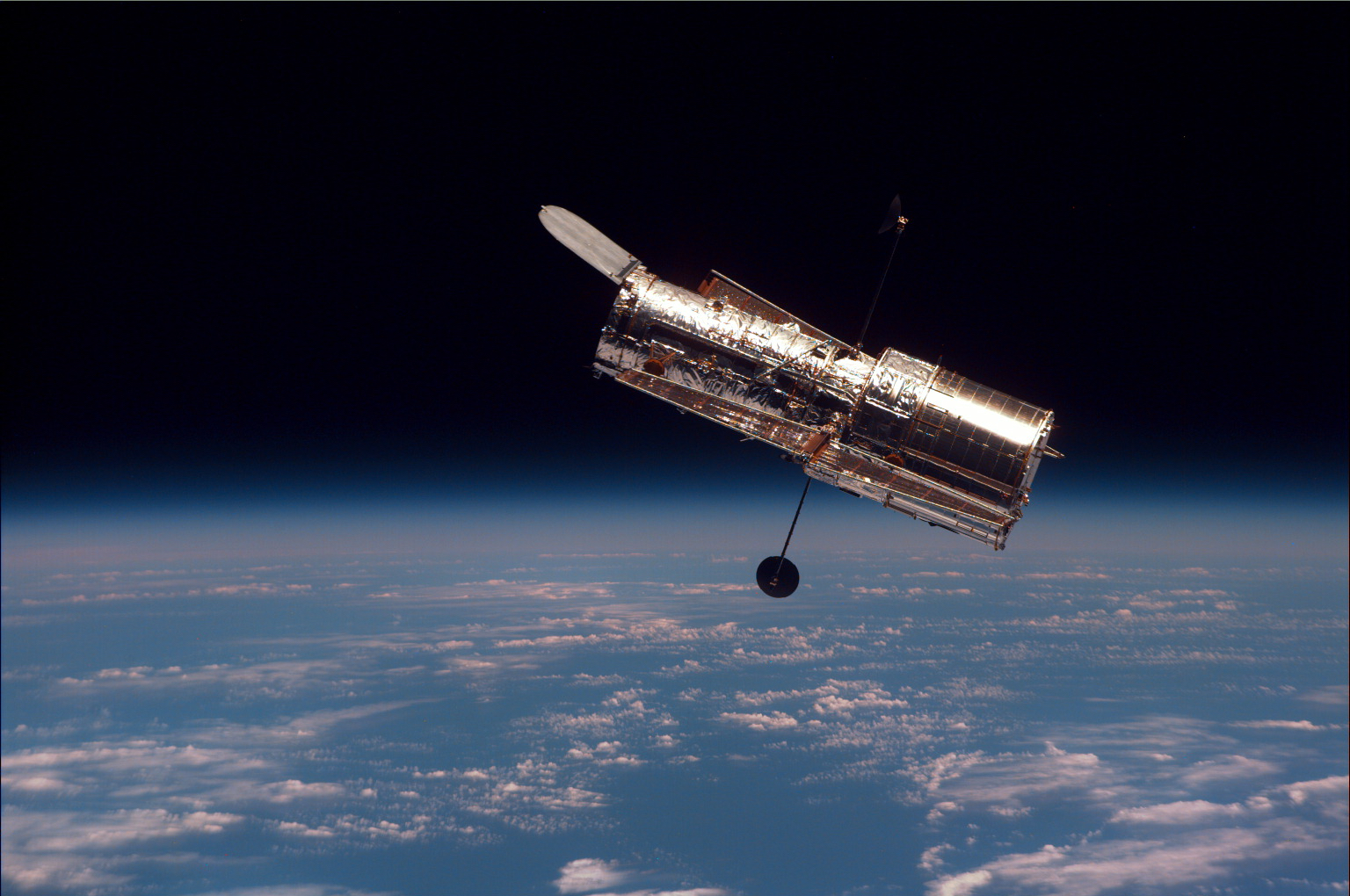
Telescopio espacial Hubble.

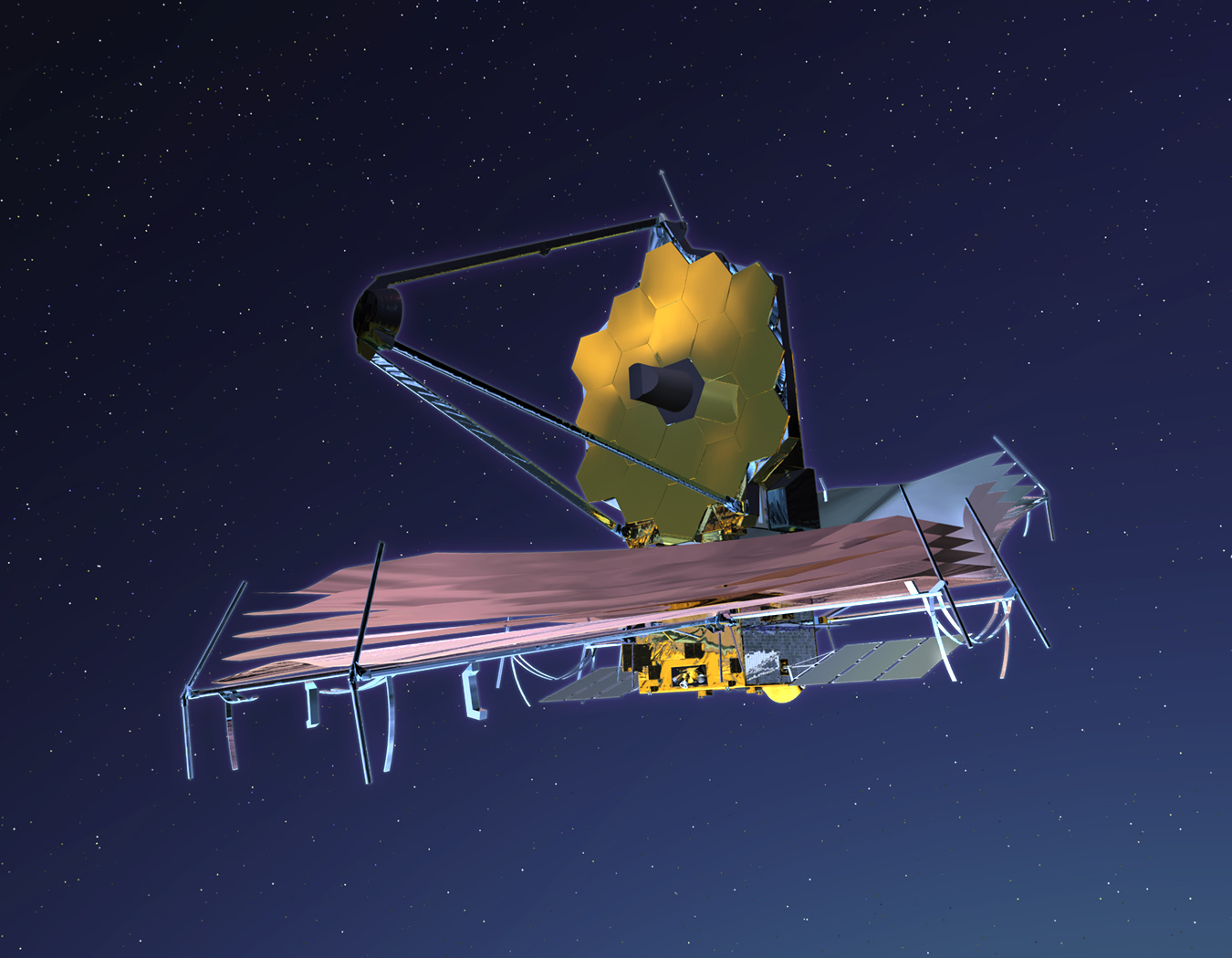
Telescopio espacial James Webb.

Un observatorio espacial, también es conocido como telescopio espacial, es un satélite artificial o sonda espacial que se utiliza para la observación de planetas, estrellas, galaxias y otros cuerpos celestes de forma similar a un telescopio en tierra. Se han lanzado una cantidad importante de telescopios espaciales a órbita desde que Cosmos 215, considerado el primer observatorio espacial, fuese lanzado el 18 de abril de 1968, proporcionando mayor información y conocimiento del cosmos.
Existen varias razones para que la observación desde el espacio sea deseable, debido a que evita algunos problemas que tienen los observatorios en tierra. Los beneficios de los observatorios espaciales son:
- Un telescopio en el espacio no sufre la contaminación lumínica producida por las ciudades cercanas. Además, no está afectado por el titilar producido debido a las turbulencias térmicas del aire.
- La atmósfera terrestre añade una distorsión importante en las imágenes, conocida como aberración óptica. La capacidad de resolución de los telescopios en tierra se reduce de forma importante. Un telescopio espacial no observa a través de la atmósfera, por lo que su capacidad siempre rinde cerca del máximo teórico. Este problema para los telescopios en tierra se ha resuelto de forma parcial con el uso de óptica adaptativa, como en el Very Large Telescope, pero son complejos y no solucionan el problema completamente.
- La atmósfera, además, absorbe una porción importante del espectro electromagnético, por lo que algunos observaciones son prácticamente imposibles de realizar desde tierra. La Astronomía de rayos-X no se realiza desde la Tierra, sino desde telescopios espaciales como el Chandra o el XMM-Newton. Otras porciones del espectro electromagnético, como las ondas infrarrojas o las ultravioletas, también son filtradas por la atmósfera.

Los telescopios espaciales, sin embargo, también sufren algunas desventajas que no tienen los observatorios terrestres:
- El coste elevado, principalmente en el lanzamiento. Los costes para utilizar un cohete de tamaño medio pueden alcanzar los 250 millones de dólares, y utilizar el transbordador espacial duplica ese precio.
- La imposibilidad de mantenimiento. Excepto el telescopio espacial Hubble, que ha recibido mantenimiento por parte de misiones del transbordador espacial, si un observatorio espacial no funciona no puede ser reemplazado.
- La vida útil corta. La mayoría de los telescopios espaciales deben ser refrigerados y cuando los líquidos de refrigeración se terminan no se puede llenar el depósito con líquido nuevo. Sin embargo, los telescopios espaciales no necesitan un mantenimiento periódico ya que no está afectado de las condiciones bajo atmósfera.

Los observatorios espaciales se pueden dividir en dos clases generales: aquellos cuya misión es inspeccionar todo el cielo y los telescopios que solo hacen observaciones de partes escogidas del firmamento. Muchos de los observatorios espaciales ya han completado sus misiones, mientras que otros están en funcionamiento. Los satélites y sondas espaciales para la observación astronómica han sido lanzados por la NASA, la ESA y la JAXA.

## Los Grandes Observatorios de la NASA

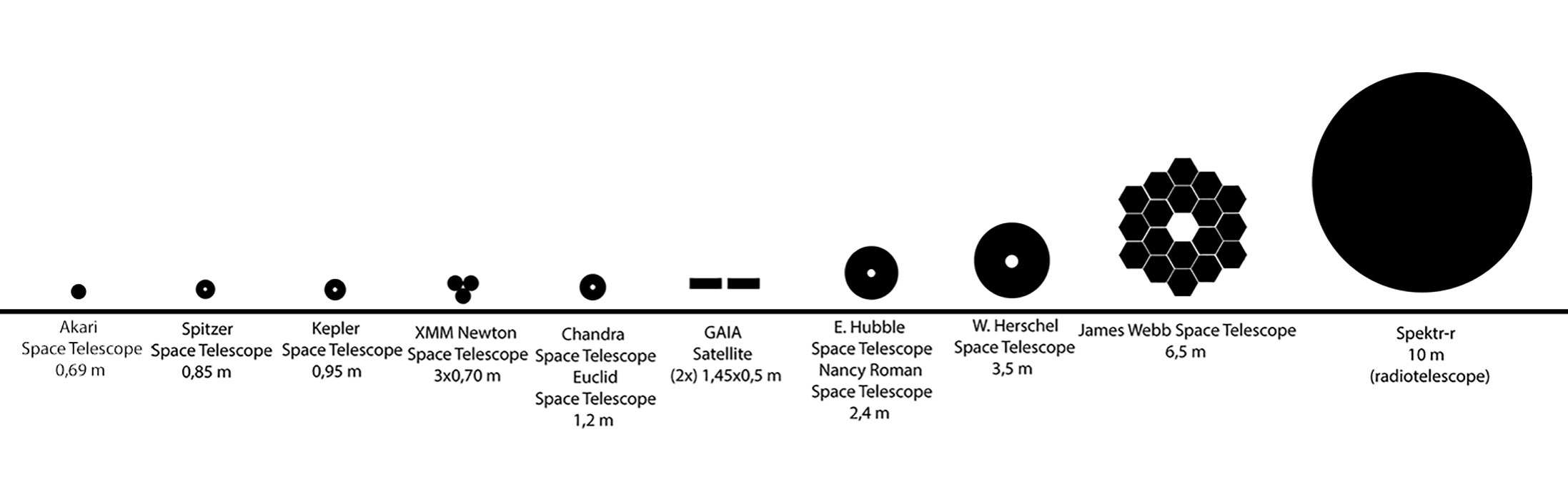
Comparación entre telescopios espaciales por diámetro

La serie Grandes Observatorios de la NASA son cuatro telescopios espaciales de gran potencia. Cada telescopio ha tenido un coste similar y han servido para ampliar los conocimientos en Astronomía. Las cuatro misiones han examinado una parte del espectro electromagnético a la que estaban diseñados.
- Telescopio espacial Hubble (en inglés, Hubble Space Telescope o HST) conocido previamente como Space Telescope (ST). Observa principalmente la zona del espectro visible y la zona del ultravioleta cercano. Fue lanzado al espacio el 24 de abril de 1990 y se trata de un proyecto conjunto entre la NASA y la ESA. Una misión de servicio del transbordador espacial de 1997 le dotó de capacidad de observar infrarrojo cercano.
- Observatorio de Rayos Gamma Compton (Compton Gamma Ray Observatory o CGRO) conocido previamente como Gamma Ray Observatory (GRO). Observaba principalmente rayos gamma, aunque también rayos X duros. Sus giroscopios comenzaron a fallar por lo que se tuvo que elegir entre dejarlo sin control o destruirlo. Se escogió esto último y el 4 de junio de 2000 cayó sobre el Océano Pacífico.
- Observatorio de rayos X Chandra (Chandra X-ray Observatory o CXO) conocido previamente como Advanced X-ray Astronomical Facility (AXAF). Observa principalmente rayos X blandos. Se ha utilizado para el estudio de galaxias lejanas y sigue en funcionamiento.
- Telescopio espacial Spitzer (Spitzer Space Telescope o SST) conocido previamente como Space Infrared Telescope Facility (SIRTF). Observa el espectro infrarrojo. Es el último y fue lanzado el 24 de agosto de 2003.

## Otros observatorios espaciales

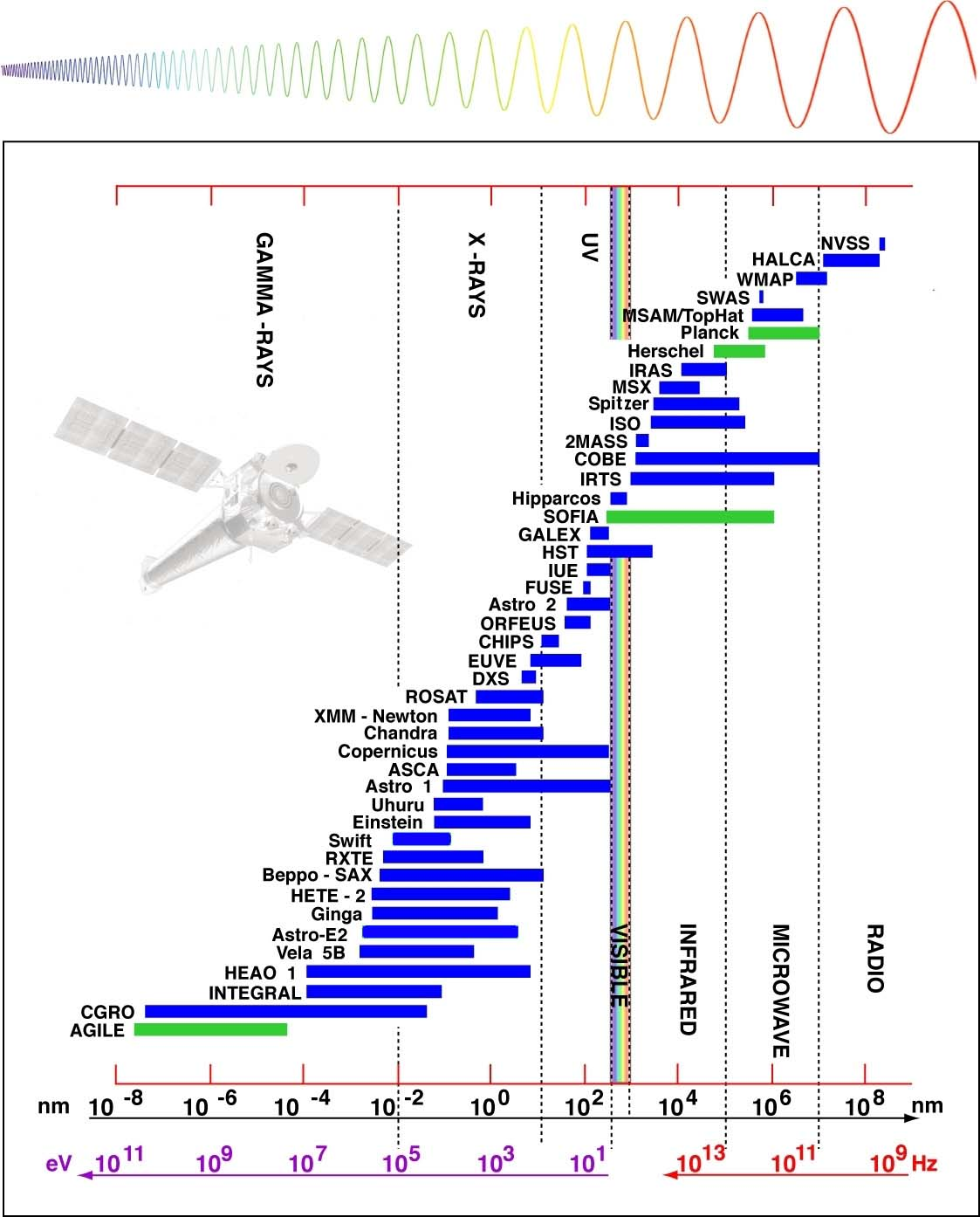
Clasificación de observatorios espaciales por zona del espectro electromagnético.

- IRAS, que realizó el primer rastreo completo en infrarrojos del cielo, además de descubrir discos de polvo y gas en muchas estrellas cercanas como Fomalhaut, Beta Pictoris y Vega. Dejó de funcionar en 1983 y se destruyó al reentrar a la atmósfera.
- Astron, un telescopio de ultravioletas de la extinta URSS. Funcionó desde 1983 a 1989.
- Granat, un telescopio de rayos X y rayos gamma soviético. Funcionó desde 1983 a 1998.
- Observatorio Espacial Infrarrojo o ISO, una misión de la Agencia Espacial Europea, tras el IRAS y llevó a cabo observaciones en longitudes de onda de infrarrojos.
- Corot, una misión de la Agencia Espacial Francesa y la ESA que se lanzó en diciembre de 2006. Se trata de la primera misión para buscar planetas rocosos alrededor de otras estrellas.
- International Ultraviolet Explorer o IUE, un observatorio de la NASA, ESA y el Reino Unido que se lanzó en 1978 con una vida útil planeada de tres años, aunque funcionó hasta 1996.
- SOHO, un observatorio solar que sigue funcionando y se utiliza para el estudio de la corona solar y las zonas magnéticas.
- SCISAT-1, un satélite canadiense que observa la parte superior de la atmósfera terrestre con un espectrómetro de infrarrojos.
- Uhuru, el primer observatorio espacial de rayos X. Se lanzó el 12 de diciembre de 1970, funcionando hasta 1973.
- HEAO-1 y HEAO-2, observatorios de rayos X de 1977 y 1978 respectivamente.
- Hipparcos, un satélite para medir el paralaje estelar. A pesar de sus problemas operativos, revisó la distancia a la estrella variable Cefeida con gran precisión.
- MOST, el primer y único telescopio espacial de la Agencia Espacial Canadiense, lanzado en 2003, se trata del telescopio espacial más pequeño del mundo de 63 cm de alto y 53 kg de peso. Se espera que funcione al menos cinco años.
- ASTRO-F, construido por la Agencia Japonesa de Exploración Aeroespacial, con colaboración de coreanos y europeos, se lanzó en febrero de 2006 y realizará un mapa de profundidad del cielo en infrarrojo medio y lejano.
- Swift, un observatorio dedicado al estudio de las explosiones de rayos gamma o GRB que se lanzó en 2004.
- INTEGRAL, un observatorio de la ESA lanzado el 17 de octubre de 2002 para la detección de la radiación energética que proviene del espacio. Se trata del observatorio de rayos gamma más sensible hasta ahora lanzado.
- WMAP o Wilkinson Microwave Anisotropy Probe, es una misión de la NASA para registrar la temperatura que existe en la radiación de fondo de microondas. Se lanzó el 30 de junio de 2001.

## Observatorios espaciales proyectados
- El Telescopio Espacial James Webb, esta operativo desde Diciembre de 2021
- El Telescopio Espacial Atlas, en estudio por parte de la NASA.
- El ACESat, en estudio por parte de la NASA, para búsqueda de planetas habitables en el sistema Alfa Centauri.
- El telescopio espacial chino Xuntian, que podrá acoplarse con la gran estación espacial china.